# Santiago del Estero
Santiago del Estero é a capital da província de Santiago del Estero no norte argentino. Está localizada a margem do Rio Dulce e tem uma população de 230.614 habitantes. É a cidade mais antiga da Argentina fundada por colonizadores espanhóis que ainda existe tendo como apelido "Madre de Ciudades" (Mãe das Cidades). Está a cerca de 1042 km de Buenos Aires e possui diversas atrações turísticas e históricas como a Catedral, o Convento de Santo Domingo e o Museu Arqueológico Provincial. O Aeroporto de Santiago del Estero (IATA: SDE, ICAO: SANE) esta localizado 6 km ao norte da cidade, e possui voos regulares para Buenos Aires e San Miguel de Tucumán. 
O clima é subtropical com uma estação seca, normalmente o inverno e as vezes o outono, e uma precipitação anual de 300 mm, e um clima seco e quente. Cerca de 100 mil falantes de uma variante local do Quechua, a língua dos antigos Incas, habitam a região de Santiago del Estero, sendo essa variante uma das poucas línguas indígenas sobreviventes na Argentina moderna.